# خوان بابلو سيغوفيا
خوان بابلو سيغوفيا (بالإسبانية: Juan Pablo Segovia) (21 مارس 1989 في الأرجنتين - ) هو لاعب كرة قدم أرجنتيني في مركز الدفاع. لعب مع نادي لانوس.

## وصلات خارجية
- خوان بابلو سيغوفيا على موقع قاعدة بيانات كرة القدم.إي يو (الإنجليزية)
- خوان بابلو سيغوفيا على موقع Soccerway.com (الإنجليزية)